# Frank Coghlan junior
Frank „Junior“ Coghlan junior (* 15. März 1916 in New Haven, Connecticut; † 7. September 2009 in Santa Clarita, Kalifornien) war ein US-amerikanischer Schauspieler.

## Leben und Karriere
Frank Coghlan, der Sohn eines Eisenbahnangestellten und ehemaligen Boxers, wurde in den 1920er-Jahren zu einem erfolgreichen Kinderdarsteller. Er spielte insbesondere Kinder mit schwerem Schicksal, auch deshalb nannte Regisseur Cecil B. DeMille ihn einmal „das perfekte Beispiel eines heimatlosen Kindes“. Mit Anbruch des Tonfilmes und dem Beginn seiner Pubertät wurden seine Rollen zunehmend kleiner, dennoch blieb er durch Filme wie Der öffentliche Feind und Hell’s House in Beschäftigung. Seine heute wahrscheinlich bekannteste Rolle spielte er 1941 in dem Filmserial Adventures of Captain Marvel als schüchterner junger Radiosprecher Billy Batson, der sich in den Superhelden Captain Marvel verwandelt. 
Im Zweiten Weltkrieg wurde er Marineflieger bei der United States Navy, wo er bis zu seinem Ruhestand im Jahr 1965 den Rang eines Lieutenant Commander erreichte. Für die Navy war er auch als technischer Berater bei Filmen wie Die Caine war ihr Schicksal beschäftigt. Nach seinem Ruhestand übernahm er bis Mitte der 1970er-Jahre nochmals kleinere Film- und Fernsehrollen.
Mit seiner ersten Ehefrau Betty Corrigan war Frank Coghlan von 1943 bis zu ihrem Tod 1974 verheiratet, das Paar hatte vier Kinder. In zweiter Ehe war er bis zu ihrem Tod 2001 mit Letha Schwarzrocks zusammen. 1992 veröffentlichte er seine Autobiografie They Still Call Me Junior: Autobiography of a Child Star. Frank Coghlan junior starb im September 2009 im Alter von 93 Jahren eines natürlichen Todes.

## Filmografie (Auswahl)
- 1920: Daredevil Jack
- 1923: The Fourth Musketeer
- 1923: Little Old New York
- 1923: Law of the Lawless
- 1923: Die Nächte einer schönen Frau (A Woman of Paris)
- 1923: Die spanische Tänzerin (The Spanish Dancer)
- 1925: The Road to Yesterday
- 1926: Das rollende Haus (Mike)
- 1926: Bedrohte Grenzen (The Last Frontier)
- 1927: Rivalen des Ozeans (The Yankee Clipper)
- 1927: Sein Herzensjunge (A Harp in Hock)
- 1930: The Girl Said No
- 1930: River's End
- 1931: Der öffentliche Feind (The Public Enemy)
- 1932: Union Depot
- 1932: Hell’s House
- 1932: Man Wanted
- 1932: Der letzte Mohikaner (The Last of the Mohicans)
- 1933: Revolution der Jugend (This Day and Age)
- 1935: Alibi Ike
- 1935: Stranded
- 1936: Charlie Chan beim Pferderennen (Charlie Chan at the Race Track)
- 1938: Chicago – Engel mit schmutzigen Gesichtern (Angels with Dirty Faces)
- 1939: The Story of Vernon and Irene Castle
- 1939: Drunter und drüber (It’s a Wonderful World)
- 1939: Second Fiddle
- 1939: Weg aus dem Nichts (Dust Be My Destiny)
- 1939: Vom Winde verweht (Gone with the Wind)
- 1940: The Fighting 69th
- 1940: Knute Rockne, All American
- 1940: Charlie Chan: Mord über New York (Murder Over New York)
- 1941: Adventures of Captain Marvel (Serial)
- 1941: Das sind Kerle (Men of Boys Town)
- 1941: Ufer im Nebel (Out of the Fog)
- 1941: Unfinished Business
- 1942: Das große Spiel (Rings on Her Fingers)
- 1942: To the Shores of Tripoli
- 1942: The Courtship of Andy Hardy
- 1942: Youth on Parade
- 1942: Andy Hardy's Double Life
- 1943: Bühne frei für Lily Mars (Presenting Lily Mars)
- 1943: This Is the Army
- 1943: Korvette K 225 (Corvette K-225)
- 1946: One More Tomorrow
- 1965: The Beverly Hillbillies (Fernsehserie, Folge 4x01)
- 1965: Boy meiner Träume (When the Boys Meet the Girls)
- 1966: Kanonenboot am Yangtse-Kiang (The Sand Pebbles)
- 1967: Das Tal der Puppen (Valley of the Dolls)
- 1968: The Shakiest Gun in the West
- 1969: Sexualprotz wider Willen (The Love God?)
- 1974: Shazam! (Fernsehserie, Folge 1x13)
- 1979: Junge Schicksale (ABC Afterschool Specials, Fernsehserie, Folge 7x04)